# Königreich Madagaskar
Das Königreich Madagaskar (Malagasy: Fanjakan’i Madagasikara) oder Königreich der Merina bzw. Merina-Königreich (Fanjakan’Imerina) war ein vorkolonialer Staat vor der Südostküste Afrikas im Indischen Ozean auf dem Gebiet der heutigen Republik Madagaskar und bestand von 1787 bis 1897. Die Herrscher entstammten dem Foko Merina, die in Zentralmadagaskar leben und die größte ethnische Gruppe stellen. Die Hauptstadt befand sich in Antananarivo und das religiöse Zentrum in Ambohimanga.

## Vorgeschichte
Die Vorfahren der Merina, die zu den austronesischen Völkern gehören, wanderten vor 2000 Jahren vom Malaiischen Archipel nach Madagaskar ein und siedelten sich in Imerina, dem Hochland von Zentralmadagaskar, an. Durch sie ist das Land bis heute von indonesischen Einflüssen geprägt. Nach der mündlichen Überlieferung der Madagassen wurden die bis dahin im Bergland der Insel lebenden Vazimba im 16. Jahrhundert von den Merina unter König Andriamanelo verdrängt. Dieser erlangte die Herrschaft über das ganze Imerinagebiet.
Die Einheit des Territoriums wurde von seinen Nachfolgern gewahrt, bis König Andriamasinavalona das Gebiet unter seinen vier Söhnen aufteilte. Diese bekriegten einander. Erst dem Prinzen Ramboasalama gelang 1787 die Wiedervereinigung, indem er seinen Onkel Andrianjaka, Herrscher des Teilkönigreichs Ambohimanga, stürzte und als Andrianampoinimerina den Thron bestieg.

## Entwicklung des Königreiches

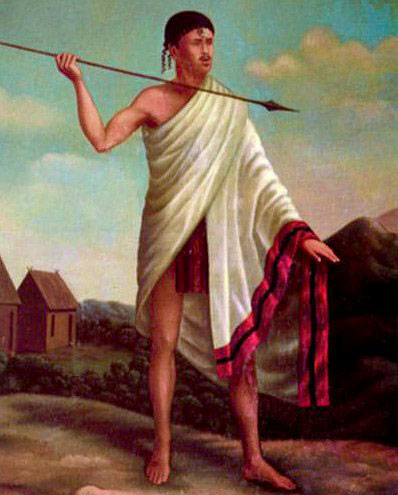
König Andrianampoinimerina (1787–1810) (postumes Porträtgemälde von Philippe-Auguste Ramanankirahina, 1860–1915, aus dem Bulletin de l'Academie malgache, Bände 31–34)

König Radama I. (1810–1828), ein Porträt von unbekannter Hand, Datierung unbekannt

Andrianampoinimerina, der Sohn von Andriamiaramanjakas, erbte 1787 das kleine Königreich Ambohimanga und eroberte 1794 das benachbarte Königreich Antananarivo, das zum politischen Zentrum des Königreiches wurde. In den folgenden Jahren gelang ihm durch eine erfolgreiche Heiratspolitik und mehrere Feldzüge die Unterwerfung eines Großteils der Insel. Er reformierte die Verwaltung, erließ neue Gesetze, führte ein Strafgesetzbuch ein und zwang die Reisbauern zur Benutzung des Metallspatens. Er teilte die Bevölkerung in kastenartige Gruppen ein und überwachte den Damm- und Grabenbau zur Kultivierung des weiten Landes.
Die mündlichen Überlieferungen zur Geschichte der Merina wurden während seiner Regentschaft erstmals schriftlich festgehalten und zum Tantaran'ny Andriana zusammengefasst. Er ließ den Rova-Palast oberhalb der Stadt Antananarivo erbauen, der fortan den Königen von Madagaskar als Residenz diente. Sein Wahlspruch Ny ranomasina no valapariako („das Meer ist die Grenze meines Reisfeldes“) beschrieb sein Ziel, die gesamte Insel zu erobern. Bis zu seinem Tod gelang ihm die Unterwerfung des Foko der Bara und die Eroberung des Betsileo-Hochlandes. Unter seiner Herrschaft etablierte sich somit der erste moderne Staat in der Geschichte Madagaskars. Einzig im Süden der Insel stieß er auf Widerstand und scheiterte an der vollständigen Vereinigung der Insel. Nach seinem Tod folgte ihm 1810 sein Sohn Radama I., bekannt als „Radama der Große“, auf den Thron.
Radama I. spielte die Kolonialmächte Großbritannien und Frankreich gegeneinander aus, um die Einigung der Insel zu vollenden. Mithilfe Großbritanniens eroberte er bis 1824 die restlichen Gebiete der Insel. Dabei spielte die Niederlage Napoleon Bonapartes in der Schlacht bei Waterloo eine entscheidende Rolle, denn das Machtverhältnis der Kolonialmächte verschob sich im Indischen Ozean  zugunsten Großbritanniens, das 1810 die französischen Gebiete Mauritius und Réunion besetzte.
Unter der Herrschaft von Radama I. gründeten die Briten erste industrielle Siedlungen an der Ostküste der Insel, britische Missionare übersetzten die Bibel auf Malagasy und führten damit die Lateinische Schrift ein.
Mit der Bitte des Gouverneurs von Mauritius an die Französische Regierung, das Königreich Madagaskar diplomatisch anzuerkennen, versuchte dieser, Madagaskar für die Zukunft vor europäischen Ansprüchen zu schützen. Radama strebte einen kulturellen und sozialen Umbruch an, ließ protestantische Missionare ins Land und bildete eine Regierung nach britischem Vorbild. Er ließ die Sprache Malagasy schriftlich dokumentieren und verbot 1817 vertraglich mit Großbritannien den Sklavenhandel, der faktisch jedoch weiterhin betrieben wurde. Durch die Verträge stieg jedoch der britische Einfluss; und nach dem Sklavereiverbot wurde Réunion zum Zentrum des Zuckerrohranbaus. Im Gegenzug gewährten  Großbritannien und Mauritius finanzielle sowie militärische Unterstützung, mit der Radama die Unterwerfung der Sakalava und Betsimisaraka gelang. Nach dem Ende des Feldzuges 1824 erklärte er: „Heute gehört mir die gesamte Insel! Madagaskar hat einen Regenten!“ 1828 starb er bei einer Strafexpedition gegen die Betsimisaraka, was seine Frau und Nachfolgerin Ranavalona I., „Ranavalona die Grausame“ genannt, zunächst geheim hielt.

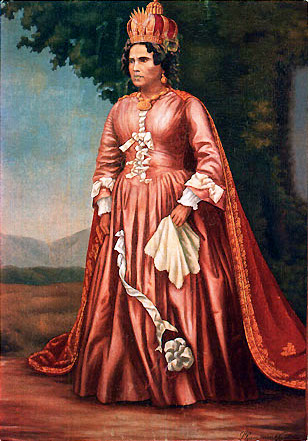
Königin Ranavalona I. (1828–1861) (postumes Porträtgemälde von Philippe-Auguste Ramanankirahina, 1860–1915)

Ranavalona I. kam mithilfe einer Palastrevolution an die Macht, bei der zahlreiche Verwandte Radamas ermordet wurden, um den Machtanspruch seiner Familie zu untergraben. Unter Ranavalona begann eine Schreckensherrschaft, in der Folter und Hinrichtungen alltäglich waren. Ihr Ziel war die Beendigung des britischen und französischen Einflusses in Madagaskar. Im Laufe ihrer Herrschaft wurden 1835/1836 die meisten Ausländer wie Missionare ausgewiesen, die diplomatischen Kontakte abgebrochen, die Ausübung des Christentums 1835 verboten und Konvertiten verfolgt. Während ihrer Regentschaft kamen der alte Adel und die Medizinmänner wieder an die Macht zurück, die Verträge mit Großbritannien wurden aufgelöst und der Handel mit dem Ausland kam zum Erliegen. Sie ließ den Manjakamadiana im Zentrum des Rova ausbauen. Schätzungen zufolge kamen in den 33 Jahren ihrer Regierung 150.000 Christen ums Leben.

König Radama II. (1861–1863)

Ihr Sohn Radama, der von seiner Mutter unbemerkt von Franzosen in Antananarivo römisch-katholisch erzogen wurde, suchte bereits als Prinz den Kontakt mit den Franzosen, deren Kaiser Napoleon III. er um eine Invasion in Madagaskar bat. In der „Charte Lambert“ vom 18. Juni 1855 überließ er den Franzosen Sonderrechte zur Ausbeutung bisher ungenutzten Gebietes. 1857 deckte seine Mutter diese Verschwörung mit den Franzosen auf und verwies alle Ausländer des Landes. Nach ihrem Tod 1861 bestieg ihr Sohn als Radama II. den Thron.
Radama II. erlaubte wieder den Handel mit Réunion und Mauritius und die Rückkehr der Missionare und Ausländer nach Madagaskar. Er setzte die Reformen von Radama I. fort. Der Adel war jedoch gegen die liberale Politik und zettelte unter Premierminister Rainivoninahitriniony und dessen Bruder Rainilaiarivony einen Staatsstreich an. Die beiden sicherten sich ihren Anteil an den Staatsgeschäften und der Regierung, Rainilaiarivony heiratete die letzten beiden Königinnen von Madagaskar. Radama II. wurde am 12. Mai 1863 ermordet; seine Witwe und Cousine Rasoherina wurde am 13. Mai 1863 von einer Versammlung unter der Leitung von Rainilaiarivony zu seiner Nachfolgerin ernannt, nachdem sie zugestimmt hatte, die Religionsfreiheit zu wahren.

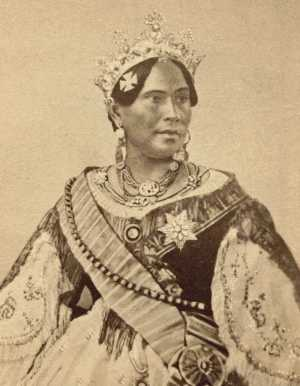
Königin Rasoherina (1863–1868), Scan von einer Visitkarte

Rasoherina wurde von der London Missionary Society erzogen und anglikanisch getauft, deswegen wurde mit ihrem Herrschaftsantritt der Anglikanismus zur Staatsreligion. Dennoch ließ sie auch katholische und protestantische Missionare ins Land, die Kirchen und Schulen errichteten. Sie wurde vom Premierminister Raharo dominiert, den sie 1864 entließ und durch Rainilaiarivony ersetzte. Unter ihre Herrschaft ersetzte die englische Sprache in weiten Teilen des Landes das Französische als Verkehrssprache. Sie ließ eine Verfassung ausarbeiten, in der Adlige, Häuptlinge, Christen und Ausländer mehr Rechte erhielten. Am 27. Juni 1865 wurde mit den Briten der Vertrag von Antananarivo, ein Freundschafts-, Friedens- und Handelsvertrag, unterzeichnet, der später auf alle Nationen ausgeweitet wurde. Mit dem Vertrag wurde die Sklaverei endgültig abgeschafft. Über Südafrika kamen britische Truppen ins Land. Mit den Vereinigten Staaten schloss sie einen Handelsvertrag, in dem die Einfuhr von Waffen und die Ausfuhr von Rindern beschränkt wurden. Mit Frankreich unterzeichnete sie einen Friedensvertrag zwischen ihren Nachkommen und den Nachkommen des Kaisers der Franzosen. Die Königin Rasoherina ist in Madagaskar bis heute für den Austausch von Diplomaten mit London und Paris und für das Verbot von Sonntagsmärkten in Erinnerung.
Rasoherina heiratete ihren Premierminister Rainivoninahitriniony, jedoch zwang ihn alsbald der öffentliche Unmut über seine Verwicklung in den Mord an Radama II. zum Rücktritt und zur Verbannung im Betsileoland südlich von Imerina. Danach heiratete sie seinen Bruder Rainilaiarivony, zur Zeit des Mordes an Radama II. Chef der Armee, der daraufhin den Posten des Premierministers erhielt. Rasoherina starb am 1. April 1868. Ihr folgte ihre Cousine und Witwe von Radama II. Ranavalona II. auf den Thron.

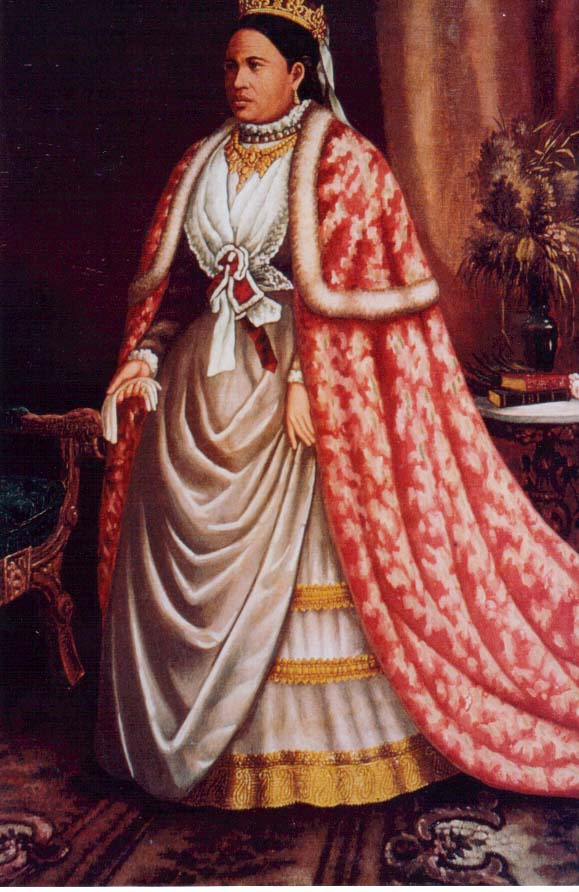
Königin Ranavalona II. (1868–1883), Porträt von Philippe-Auguste Ramanankirahina (1860–1915)

Ranavalona II., ebenfalls von der London Missionary Society erzogen und in der Church of England getauft, erhob bei ihrer Krönung den Anglikanismus zur Staatsreligion. Der traditionelle Ahnenkult bestand jedoch weiterhin neben dem Christentum und dem Islam. Während ihrer Regierung erfuhr Madagaskar eine starke Verwestlichung: mit zunehmender Tätigkeit britischer Missionare, Wirtschaftswachstum, dem Bau von Schulen und dem Beginn einer Sammlung der geltenden Gesetze. Gleichzeitig nahmen die Konflikte mit Frankreich zu; 1883 kam es zum ersten Krieg mit Frankreich. Frankreich begründete diesen Schritt mit der Wiederherstellung der Lambert-Charta und der Rekonfiskation des Besitzes französischer Staatsbürger in Madagaskar. Ranavalona II. starb am 13. Juli 1883; ihre Nachfolgerin Ranavalona III. wurde am 22. November 1883 öffentlich gekrönt.

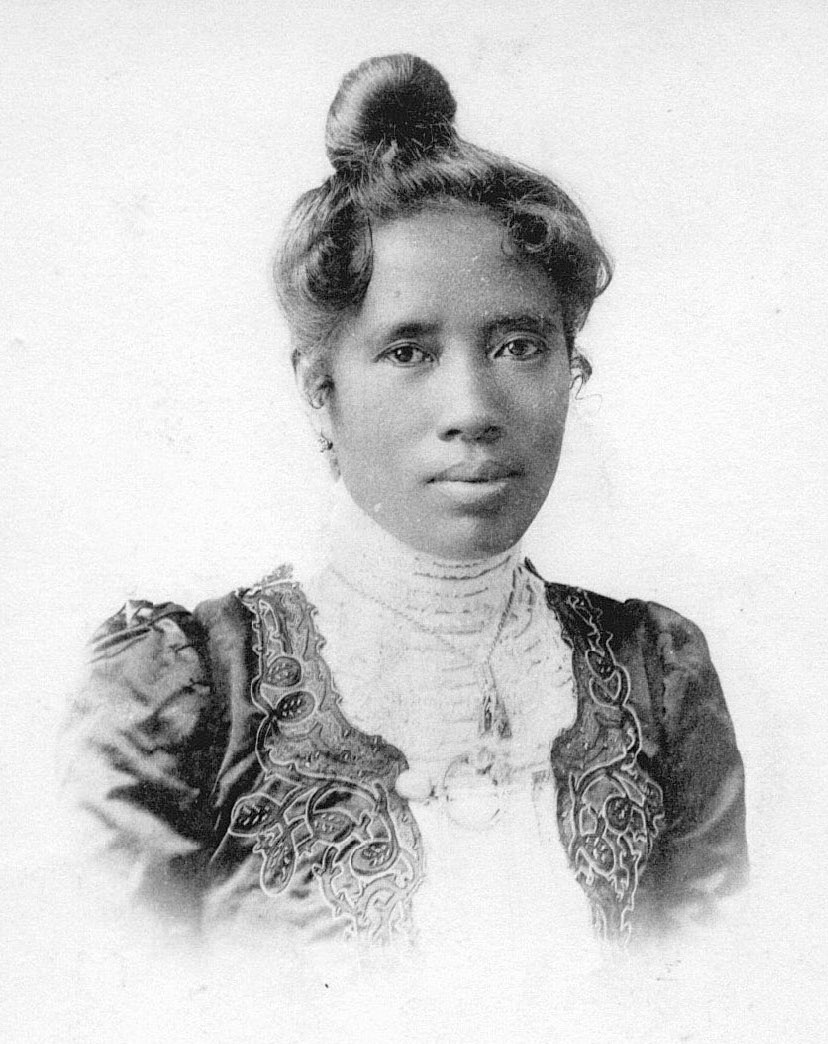
Königin Ranavalona III. (1883–1897), Foto vor 1900

Ranavalona III. versprach ihren Untertanen ein Ende der französischen Invasion und wandte sich an das Deutsche Kaiserreich, mit dem 1883 ein Freundschaftsvertrag unterzeichnet wurde. Das eigentliche Ziel eines Bündnisses gegen Frankreich wurde jedoch nicht erreicht. Auf der Kongokonferenz in Berlin konnte sich Frankreich durchsetzen und bekam Madagaskar als „Interessengebiet“ zugesprochen.
Anfangs gelang den Streitkräften von Ranavalona III. zwar die Zurückdrängung der Invasoren, doch konnten sie der französischen Übermacht nicht standhalten. Die Franzosen zwangen sie am 12. Dezember 1887 zur Unterzeichnung eines Vertrages, der Frankreich Mitspracherechte innerhalb Madagaskars einräumte, den Franzosen Antsiranana im Norden des Landes überließ und die Rückgabe des enteigneten französischen Besitzes festlegte. In Europa rangen unterdessen die Diplomaten um die Aufteilung Afrikas und konnten sich auf den Austausch von Helgoland gegen Sansibar zwischen Großbritannien und dem Deutschen Reich sowie auf den Verzicht der Briten auf Madagaskar zugunsten der Franzosen einigen. Bis zu diesem Zeitpunkt spielte Premierminister Rainilaiarivory Frankreich und Großbritannien erfolgreich gegeneinander aus, nunmehr aber konnte sich Frankreich der Eroberung Madagaskars widmen, ohne die Einmischung einer anderen europäischen Großmacht zu fürchten.

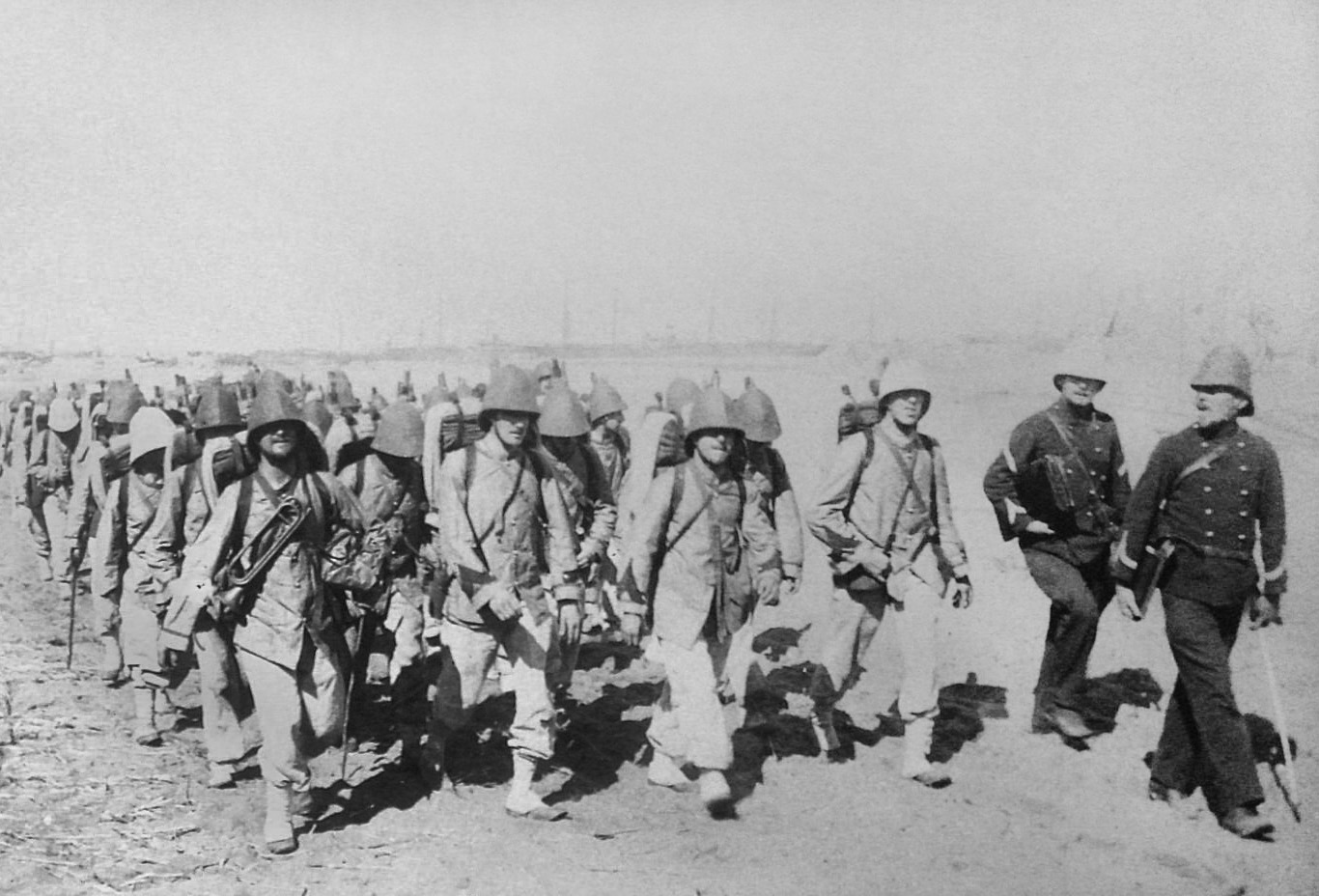
Landung französischer Truppen im Nordwesten Madagaskars 1895

So wurde 1893 Madagaskar erneut der Krieg erklärt. 1895 landeten in Mahajanga französische Truppen, die entlang des Flusses Betsiboka hinauf zur Hauptstadt Antananarivo marschierten und diese in einem Überraschungsangriff einnahmen. 1896 stimmte das französische Parlament der Annexion Madagaskars zu. Ranavalona III. blieb bis zum folgenden Jahr noch formell Königin. Am 28. Februar 1897 zwang sie der General Joseph Gallieni zur Abdankung und schickte sie ins Exil, zuerst nach Réunion und später nach Algerien, wo sie 1917 verstarb. Ihre sterblichen Überreste wurden erst 1938 zu den anderen königlichen Gräbern nach Ambohimanga überführt.